# Michel Scheuer
Michel Scheuer (Rodange 20 mei 1927 - Krefeld, 31 maart 2015) was een Duits kanovaarder. 
Scheuer won tijdens de Olympische Zomerspelen 1952 de bronzen medaille in de K-1 over 10.000 meter. Vier jaar later tijdens de spelen van Melbourne won Scheuer wederom de bronzen medaille in de K-1 over 10.000 meter en de gouden medaille in de K-2 over 1000 meter. Scheuer werd in 1958 wereldkampen in de K-4 over 1000 meter en 10.000 meter

## Belangrijkste resultaten

### Olympische Zomerspelen
| Editie | Plaats    | Resultaten            |
| ------ | --------- | --------------------- |
| 1952   | Helsinki  | K-1 10.000m           |
| 1956   | Melbourne | K-2 1000m K-1 10.000m |

### Wereldkampioenschappen vlakwater
| Jaar | Plaats | Resultaten               |
| ---- | ------ | ------------------------ |
| 1954 | Mâcon  | K-2 1000m                |
| 1958 | Praag  | K-4 1000m · K-4 10.000m. |

1936: Alfons Dorfner & Adolf Kainz ·
1948: Hans Berglund & Lennart Klingström ·
1952: Yrjö Hietanen & Kurt Wires ·
1956: Meinrad Miltenberger & Michel Scheuer ·
1960: Gert Fredriksson & Sven-Olov Sjödelius ·
1964: Sven-Olov Sjödelius & Gunnar Utterberg ·
1968: Vladimir Morozov & Aleksandr Sjaparenko ·
1972: Nikolai Gorbatsjov & Viktor Kratasjoek ·
1976: Sergej Nagorny & Vladimir Romanovski ·
1980: Vladimir Parfenovitsj & Sergej Tsjoechrai ·
1984: Hugh Fisher & Alwyn Morris ·
1988: Greg Barton & Norman Bellingham ·
1992: Kay Bluhm & Torsten Gutsche ·
1996: Antonio Rossi & Daniele Scarpa ·
2000: Beniamino Bonomi & Antonio Rossi ·
2004: Henrik Nilsson & Markus Oscarsson ·
2008: Martin Hollstein & Andreas Ihle ·
2012: Rudolf Dombi & Roland Kökény ·
2016: Marcus Groß & Max Rendschmidt ·
2020: Thomas Green & Jean van der Westhuyzen